# Recordati
Recordati — итальянская фармацевтическая компания. Основана в 1926 году, штаб-квартира расположена в Милане. Контрольный пакет акций принадлежит люксембургской инвестиционной компании CVC Capital Partners.

## История
Компанию основал в 1926 году в Корреджо Джованни Рекордати. После его смерти в 1952 году штаб-каартира была перенесена в Милан; семейный бизнес возглавил Арриго Рекордати. В 1984 году компания разместила свои акции на Итальянской фондовой бирже.
В 1995 году в Испании был открыт первый зарубежный филиал — Casen Recordati. В 1999 году была поглощена французская компания Doms Adrian. В следующем году была приобретена ещё одна французская фирма — Bouchara. В 2005 году были созданы филиалы в Германии, Великобритании, Греции и Ирландии. В 2006 году была куплена португальская Grupo Jaba. В 2007 году за 152 млн долларов была куплена компания Orphan Europe, специализирующаяся на лекарствах от редких заболеваний. С покупкой компании FIC Medical в 2008 году, Recordati вышла на рынок России и стран СНГ.
Главным приобретением 2009 года стала фирма Herbacos-Bopharma, работающая в Чехии и Словакии. Следующими поглощениями были ArtMed International (Румыния, 2010 год), Dr. F. Fric Ilaç (Турция, 2011 год), Farma Projekt (Польша, 2012 год), Opalia Pharma (Тунис, 2013 год), Italchimici (Италия, 2016 год), Pro Pharma (Швейцария и Австрия, 2016 год), Natural Point (Италия, 2017 год), Tonipharm (Франция, 2017 год), EUSA Pharma (UK) ltd. (Великобритания, 2022 год).
В 2018 году CVC Capital Partners приобрела 51,8 % акций Recordati у семьи Рекордати за 3 млрд евро.

## Деятельность
Компания производит рецептурные и безрецептурные лекарственные препараты для лечения вирусных, сердечно-сосудистых, дерматологических, гинекологических и других заболеваний. Около трети продаж приходится на лекарства от редких заболеваний.
Выручка за 2023 год составила 2,08 млрд евро, её распределение по регионам: Италия — 15 %, остальная Европа — 56 %, Америка — 19 %, Азия и Австралия — 7 %, Африка — 3 %.